# 648 (číslo)
Šest set čtyřicet osm je přirozené číslo. Následuje po číslu šest set čtyřicet sedm a předchází číslu šest set čtyřicet devět. Římskými číslicemi se zapisuje DCXLVIII a řeckými číslicemi χμη.

## Matematika
648 je:
- Abundantní číslo
- Složené číslo
- Nešťastné číslo

## Astronomie
- (648) Pippa je planetka hlavního pásu, kterou objevil v roce 1907 August Kopff

## Roky
- 648
- 648 př. n. l.